# NGC 1077B
NGC 1077B (ook: NGC 1077-2) is een balkspiraalstelsel in het sterrenbeeld Perseus. Het hemelobject werd op 16 augustus 1885 ontdekt door de Amerikaanse astronoom Lewis A. Swift.

## Synoniemen
- PGC 10465
- MCG 7-6-68
- ZWG 539.95